# Alexander Ovechkin
Alexander Mikhailovich Ovechkin (russo: Александр Михайлович Овечкин, Moscou, 17 de setembro de 1985) é um jogador profissional russo de hóquei no gelo e capitão do Washington Capitals da National Hockey League (NHL). Ele é amplamente considerado um dos maiores artilheiros de todos os tempos. É o maior artilheiro da história da NHL, superando os 894 gols de Wayne Gretzky. Ovechkin também detém muitos recordes, incluindo o maior número de gols em power play, maior número de gols em jogos fora de casa, maior número de gols na prorrogação e maior número de gols com o mesmo time na história da NHL. Ele é o terceiro jogador da NHL, depois de Gordie Howe e Gretzky, a marcar 800 gols na temporada regular.
Ovechkin começou sua carreira profissional no Dynamo Moscow da Rússia em 2001, jogando lá por quatro temporadas e retornando brevemente durante a pausa da NHL em 2012–13. Um prospecto altamente cotado, Ovechkin foi selecionado pelos Capitals como a primeira escolha geral no Draft da NHL de 2004. Na temporada de 2005–06, a primeira de Ovechkin com os Capitals, ele marcou 52 gols e 54 assistências, liderando todos os novatos em pontos, conquistando o Troféu Memorial Calder como Novato do Ano e terminando em terceiro lugar na pontuação geral da liga.
Ovechkin venceu nove vezes o Troféu Maurice "Rocket" Richard, concedido anualmente ao maior artilheiro da NHL, um recorde da NHL. Ele detém o recorde da NHL de mais temporadas com 40 gols, com treze, e co-detém, junto com Mike Bossy e Gretzky, o recorde de mais temporadas com 50 gols, com nove. Ele venceu o Troféu Memorial Hart, o MVP da liga, três vezes (2008, 2009 e 2013), e o Prêmio Ted Lindsay como melhor jogador, votado pela Associação dos Jogadores da NHL, três vezes (2008, 2009, 2010). Em 2018, Ovechkin venceu a Stanley Cup pela primeira vez e foi premiado com o Troféu Conn Smythe como o MVP nos playoffs. Em 2017, ele foi nomeado um dos 100 maiores jogadores da NHL de todos os tempos.
Internacionalmente, Ovechkin representou a Rússia em vários torneios incluindo as Olimpíadas de Inverno de 2006, 2010 e 2014. No geral, ele representou a Rússia em treze Campeonatos Mundiais e três Olimpíadas em sua carreira, sendo três vezes campeão mundial.

## Primeiros anos
Ovechkin nasceu em 17 de setembro de 1985, em Moscou, filho de atletas soviéticos. Sua mãe, Tatyana Ovechkina, é bicampeã olímpica (1976, 1980) e campeã mundial (1975) no basquete. Seu pai, Mikhail, era jogador de futebol. Ele tem dois irmãos mais velhos, Sergei e Mikhail. Sua mãe sentiu que seu filho mais novo estava destinado à "grandeza esportiva". "Desde o nascimento, era óbvio", ela disse. "Em uma criança, é claro imediatamente. Ele era muito ativo, andando e curioso." No início, Ovechkin não tinha televisão enquanto crescia, mas conheceu a NHL e suas maiores estrelas, como Wayne Gretzky, Mario Lemieux e Sergei Fedorov, através de fitas de vídeo que mostravam os melhores momentos de gols, jogadas e brigas. Seu time favorito da NHL enquanto crescia era o San Jose Sharks, e também foi a primeira camisa da NHL que ele ganhou. Ele tinha dois anos quando pegou um taco de hóquei pela primeira vez. Sempre que um jogo de hóquei passava na televisão, ele largava tudo o que estava fazendo, recusando-se a permitir que seus pais mudassem de canal.
Na infância, ele se mudou com sua família para um edifício alto cercado por um "bairro decadente" nos arredores de Moscou. Lá, ele frequentou a escola pública nº 596, infame por sua disciplina militar e um diretor "tirânico", completando oito anos e meio antes de começar na escola de esportes do Dynamo Moscow. Enquanto via seus amigos "ficando chapados e morrendo", Ovechkin estava participando de sessões de treinamento diárias de manhã e à noite. "Você mergulha no esporte com cabeça, braços e pernas, e não há tempo para mais nada", ele disse sobre esse treinamento inicial.
Sempre que seus pais não podiam mais levar o jovem Alex aos eventos de hóquei, seu irmão mais velho, Sergei, assumia essa responsabilidade, garantindo que seu irmãozinho chegasse onde precisava ir. Quando Ovechkin tinha 10 anos, seu irmão Sergei morreu devido a um coágulo sanguíneo após um acidente de carro. Ovechkin tinha um jogo de hóquei juvenil no dia seguinte, que seus pais insistiram que ele jogasse. Ovechkin credita a seu irmão mais velho Sergei a introdução ao hóquei e o incentivo para seguir a carreira. Quando marca um gol, Alex costuma beijar sua luva e apontar para o céu em uma saudação a seu irmão.
Ovechkin estabeleceu sua reputação dentro do sistema do Dynamo Moscow ao marcar 56 gols aos 11 anos de idade, superando o recorde anterior de Pavel Bure, que havia marcado 53 gols. Enquanto isso, Ovechkin sonhava em jogar na NHL, guardando cartas de jogadores estrelas em seu quarto, especialmente as de seu ídolo, Mario Lemieux. "É o melhor hóquei que existe", dizia Ovechkin sobre a NHL.

## Carreira profissional

### Dynamo Moscow (2001–2005)
Ovechkin começou a jogar na Superliga Russa (RSL) pelo Dynamo Moscow aos 16 anos. Fazendo sua estreia profissional na temporada de 2001-02, ele marcou quatro pontos em 21 jogos. Ele passaria três temporadas lá antes de ser draftado pela NHL, acumulando 36 gols e 32 assistências em 152 jogos de sua carreira.
Na pré-temporada seguinte, Ovechkin foi selecionado pelo Washington Capitals como a primeira escolha geral no Draft da NHL de 2004. Ele havia sido projetado como a primeira escolha geral por quase dois anos e havia recebido comparações com Mario Lemieux. Ele era tão bem considerado que o Florida Panthers tentou recrutá-lo no Draft da NHL de 2003 na nona rodada, mesmo que seu aniversário fosse dois dias após o limite (15 de setembro de 1985). Rick Dudley, o gerente geral dos Panthers, alegou que a escolha era legítima, afirmando que Ovechkin era velho o suficiente com os anos bissextos considerados.
Devido a greve da NHL de 2004-05, Ovechkin permaneceu no Dynamo por mais uma temporada. Ele registrou 27 pontos em 37 jogos em 2004-05, enquanto perdeu quase dois meses de jogo devido a uma lesão no ombro sofrida na partida final pelo ouro contra o Canadá no Campeonato Mundial Gelo Sub-20 de 2005. Nos playoffs, ele ajudou o Dynamo a vencer o título da RSL.
Com a ameaça da greve cancelar outra temporada da NHL, Ovechkin assinou um contrato com o time russo Avangard Omsk. Para manter sua elegibilidade para a NHL, o contrato continha uma cláusula de saída com um prazo até 20 de julho de 2005. Embora um novo acordo coletivo de trabalho (CBA) da NHL ainda não tivesse sido alcançado entre jogadores e proprietários, Ovechkin decidiu sair e assinou com os Capitals em 5 de agosto de 2005. O acordo era um contrato de entrada de três anos no valor máximo para um novato de US$984.200 por temporada, com bônus de desempenho que poderiam aumentar seu salário anual para até US$3,9 milhões.

### Washington Capitals (2005–Presente)

#### Domínio Inicial (2005–2007)

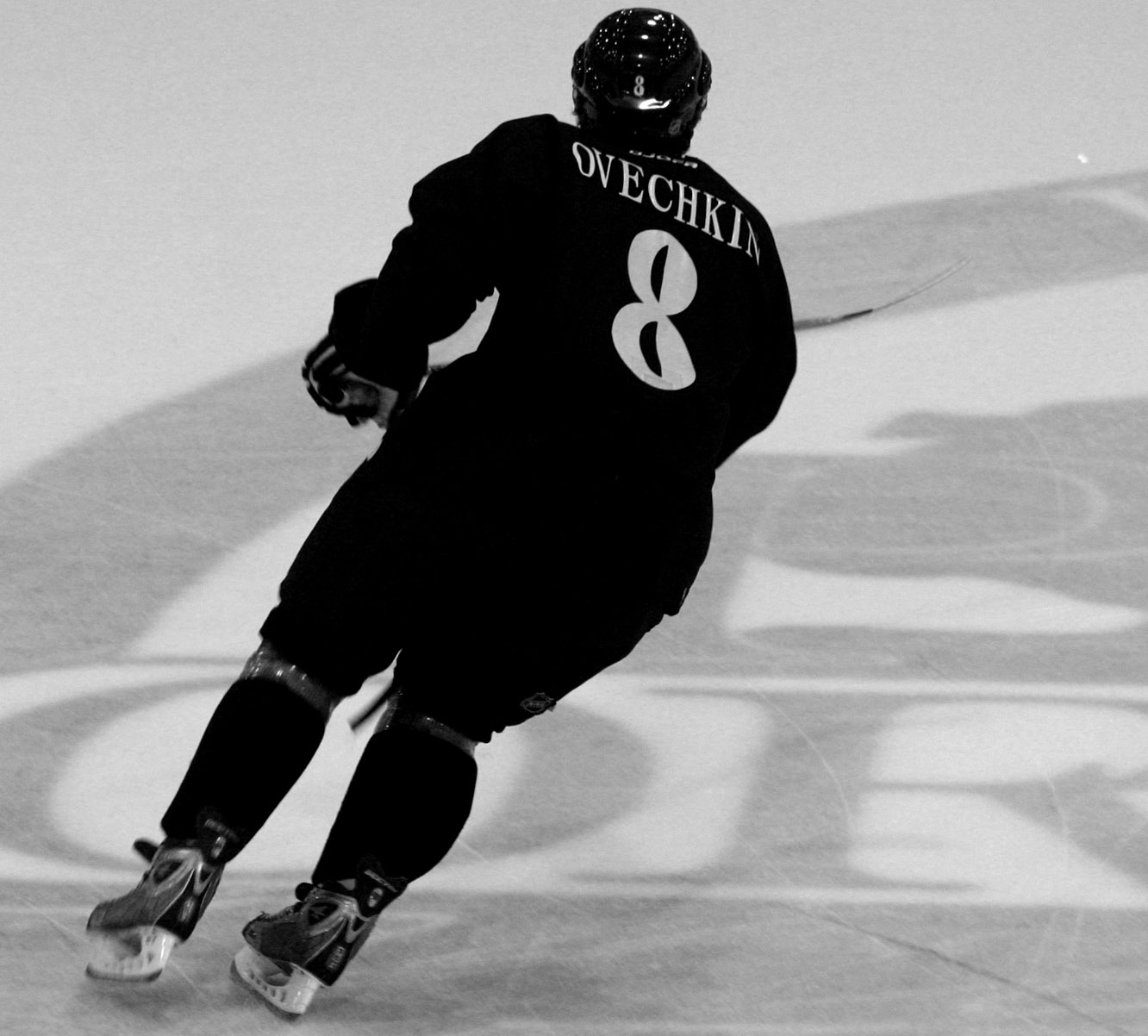
Ovechkin em setembro de 2005

Ovechkin jogou sua primeira partida pelos Capitals na abertura da temporada de 2005–06 em 5 de outubro de 2005, marcando dois gols em uma vitória por 3–2 sobre o Columbus Blue Jackets. Em 13 de janeiro de 2006, em Anaheim, Ovechkin marcou seu primeiro hat-trick na carreira contra o Anaheim Ducks, ajudando o Washington a vencer o jogo. Três dias depois, em 16 de janeiro, ele marcou um gol que o veterano repórter de hóquei, Bill Clement, chamou de "um dos maiores gols de todos os tempos." Derrubado pelo defensor do Phoenix Coyotes, Paul Mara, e deslizando de costas, de frente para longe da rede, Ovechkin conseguiu enganar o goleiro Brian Boucher com uma mão no taco e deslizar o puck para o gol. Este gol ficou conhecido como "O Gol". Auston Matthews, uma futura escolha geral número um do Toronto Maple Leafs, estava presente no jogo e disse, em uma entrevista em novembro de 2016, que foi o melhor gol que já viu ao vivo.
Ovechkin foi nomeado Novato do Mês da NHL em janeiro de 2006, além de ser nomeado Jogador Ofensivo do Mês, tornando-se apenas o terceiro jogador na história da liga a ganhar ambos os prêmios simultaneamente. Ele terminou a temporada de 2005–06 liderando todos os novatos da NHL em gols, pontos, gols em power play e chutes. Ele terminou em terceiro lugar geral na NHL em pontos com 106 pontos e empatado em terceiro em gols com 52. Seus 425 chutes lideraram a liga, estabelecendo um recorde de novato da NHL e sendo o quarto total mais alto na história da NHL. O total de pontos de Ovechkin foi o segundo melhor na história dos Capitals e seu total de gols empatou em terceiro na história da franquia. Ele também foi nomeado para a Primeira-Equipe All-Star da NHL, o primeiro novato a receber a honra em 15 anos. Após o final da temporada, Ovechkin recebeu o Troféu Memorial Calder, concedido ao melhor novato da NHL. Ele também foi finalista em sua temporada de estreia para o Prêmio Ted Lindsay. A EA Sports o escolheu como um dos atletas de capa para o NHL 07.
Na temporada de 2006–07, Ovechkin participou de seu primeiro All-Star Game da NHL em 24 de janeiro de 2007. Ele completou sua segunda temporada na NHL com 46 gols, 46 assistências e 92 pontos em todos os 82 jogos.

#### Vitórias do Troféu Hart e Início da Capitania (2007–2013)

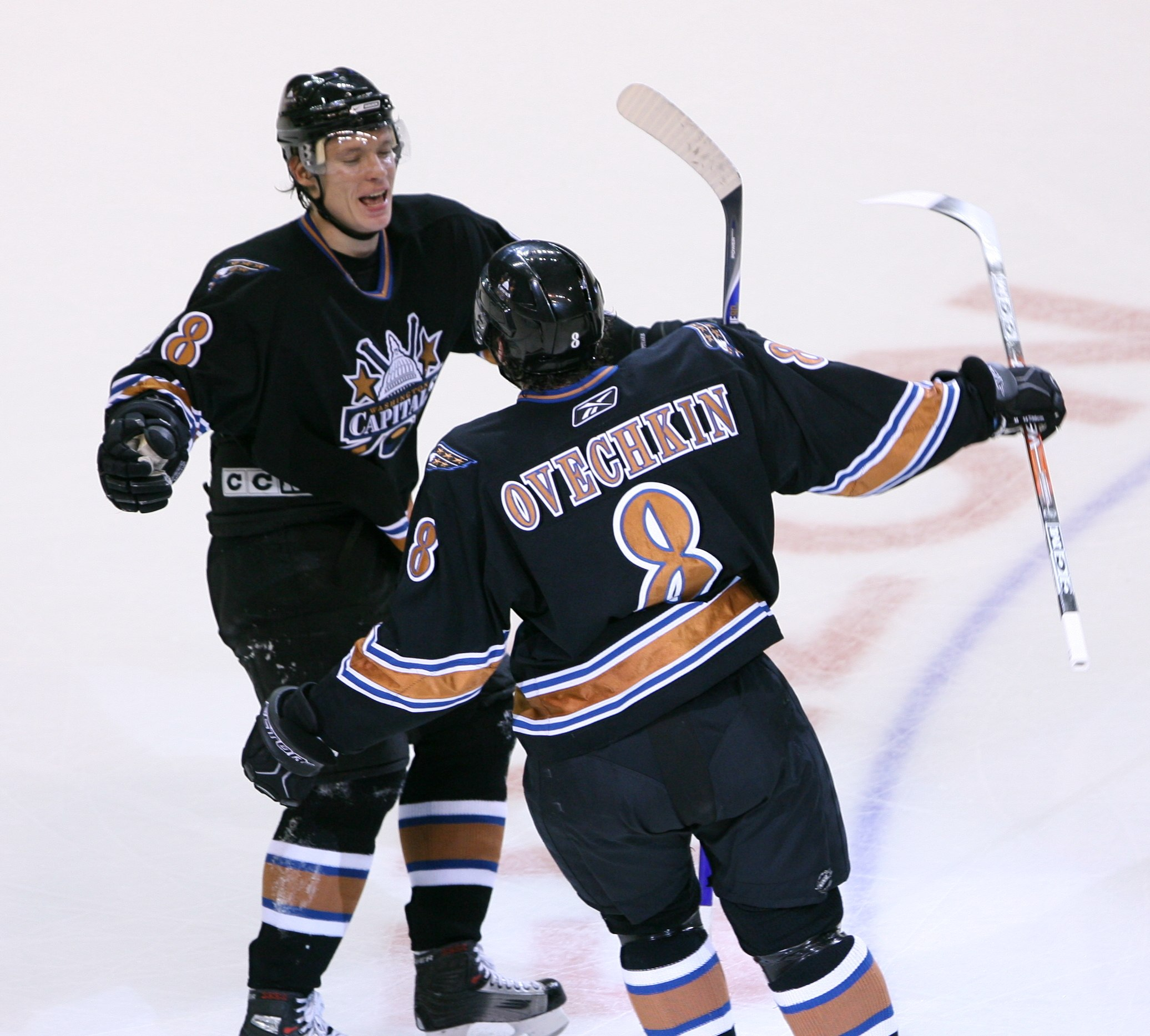
Ovechkin celebrando com seu companheiro de equipe Alexander Semin em janeiro de 2007.

Em 12 de outubro de 2007, Ovechkin marcou seu 100º gol na NHL contra o goleiro Henrik Lundqvist em uma derrota por 3–2 para o New York Rangers. Jogando na última temporada de seu contrato de novato, em 2007–08, Ovechkin assinou uma extensão de contrato de 13 anos no valor de US$124 milhões com os Capitals em 10 de janeiro de 2008. O contrato, que tem uma média de US$9.5 milhões por ano, foi o mais rico na história da NHL. Trabalhando sem agente, ele negociou com o proprietário dos Capitals, Ted Leonsis, e o ex-gerente geral George McPhee. No final da temporada, em 3 de março, contra o Boston Bruins, Ovechkin marcou seu 50º, 51º e 52º gols da campanha, conseguindo seu quarto hat-trick na NHL e atingindo a marca de 50 gols pela segunda vez em sua carreira. Mais tarde naquele mês, em 21 de março, Ovechkin marcou seu 59º e 60º gols da temporada contra o Atlanta Thrashers, tornando-se o primeiro jogador da NHL a marcar 60 gols em uma temporada desde Mario Lemieux e Jaromír Jágr em 1995–96 e o 19º jogador no geral. Quatro dias depois, em 25 de março, contra o Carolina Hurricanes, Ovechkin marcou seu 61º gol da temporada, quebrando o recorde da equipe de mais gols em uma única temporada, anteriormente detido por Dennis Maruk. Ele também quebrou o recorde de Luc Robitaille para mais gols por um ala esquerda em uma temporada em 3 de abril, marcando dois gols para seu 64º e 65º da temporada. Ele também se tornou o primeiro jogador da NHL a marcar pelo menos 40 gols em igualdade numérica em uma temporada desde Pavel Bure em 1999–2000.
Liderando a liga em pontos com 65 gols, 47 assistências e 112 pontos em todos os 82 jogos disputados, Ovechkin conquistou o Troféu Art Ross e o Troféu Maurice "Rocket" Richard em 2007–08. Foi a primeira vez em 41 temporadas que um ala esquerdo liderou a NHL em pontos desde que Bobby Hull liderou a liga com 97 pontos em 1965–66. Ovechkin ajudou a levar um time dos Capitals rejuvenescido de volta aos playoffs da Stanley Cup pela primeira vez desde 2003, com um elenco de apoio mais forte que incluía o ala e compatriota Alexander Semin, o central novato Nicklas Bäckström e o defensor Mike Green. Ele marcou o gol da vitória em sua estreia nos playoffs com menos de cinco minutos restantes no Jogo 1 da primeira rodada contra o Philadelphia Flyers. Ele marcou nove pontos (quatro gols e cinco assistências) em todos os sete jogos contra os Flyers, mas os Capitals foram eliminados na primeira rodada.
Após o término da temporada, Ovechkin foi premiado com o Troféu Lester B. Pearson como o MVP votado pela Associação de Jogadores da NHL e o Troféu Memorial Hart como o MVP da liga, tornando-se o primeiro jogador na história da NHL a ganhar quatro grandes prêmios da temporada regular. Ovechkin também foi premiado com seu terceiro Troféu Kharlamov consecutivo, nomeado em homenagem à estrela do hóquei soviético Valeri Kharlamov e apresentado pelo jornal Sovetsky Sport, como o melhor jogador russo da NHL, votado por outros jogadores russos da NHL.

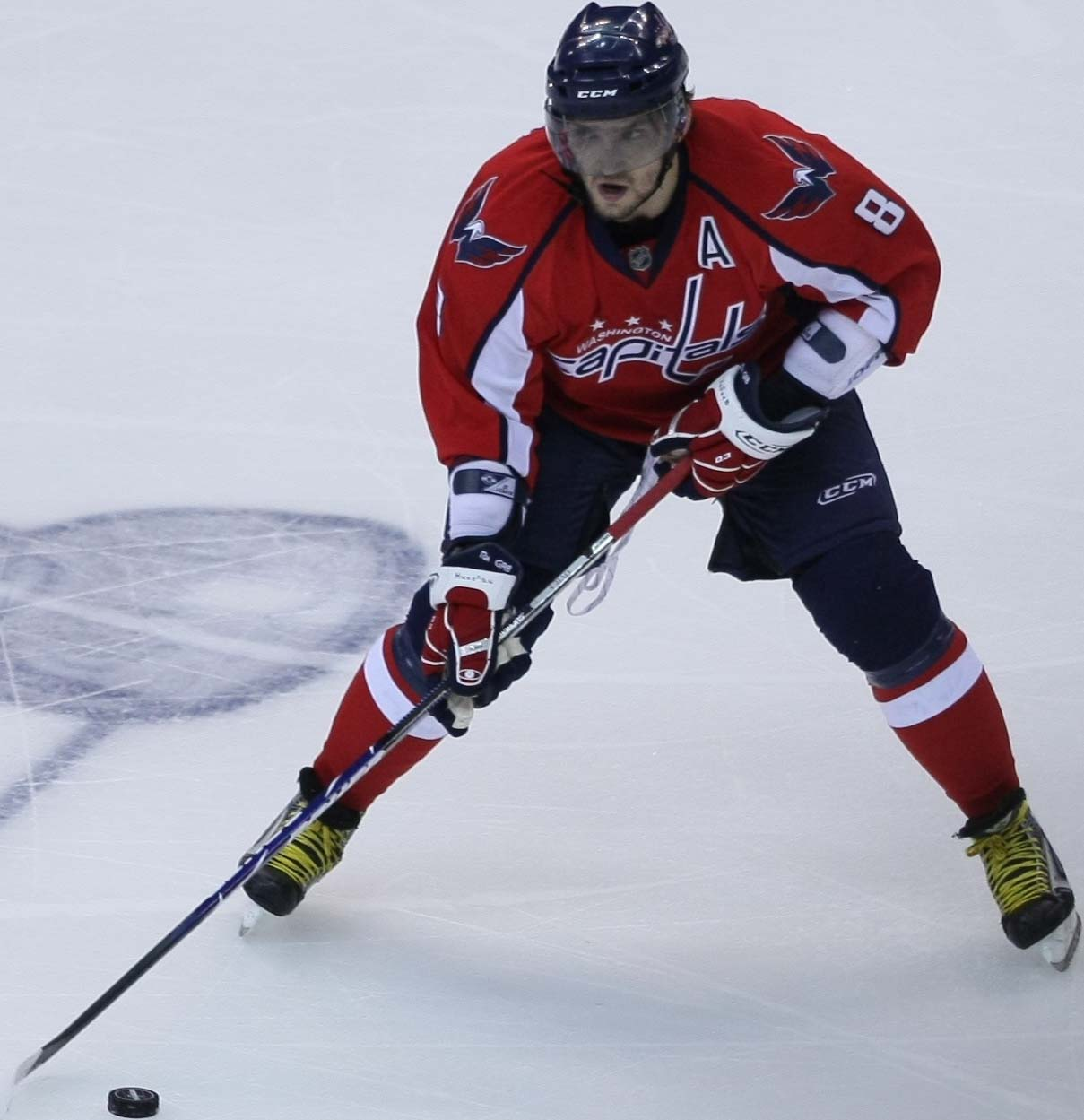
Ovechkin, durante os playoffs da Stanley Cup de 2009. Ele fez seu primeiro hat-trick nos playoffs na Segunda Rodada.

Em 27 de outubro de 2008, pouco após o início da temporada de 2008–09, Ovechkin voltou para Moscou para visitar seu avô doente, perdendo apenas o segundo jogo de sua carreira até aquele momento, interrompendo uma sequência consecutiva de 203 jogos disputados. Em 5 de fevereiro de 2009, ele marcou seu 200º gol contra o Los Angeles Kings, tornando-se apenas o quarto jogador na NHL a alcançar esse marco em quatro temporadas, juntando-se a Wayne Gretzky, Mike Bossy e Mario Lemieux. Em 19 de março, ele marcou seu 50º gol da temporada contra o Tampa Bay Lightning, tornando-se o primeiro jogador dos Capitals a atingir a marca de 50 gols em três temporadas. Ele terminou a campanha com 56 gols, conquistando seu segundo Troféu Rocket Richard consecutivo, juntando-se a Jarome Iginla e Pavel Bure como o terceiro jogador a ganhar o prêmio duas vezes e o segundo jogador, após Bure (2000 e 2001), a ganhar o prêmio em temporadas consecutivas. Com 110 pontos (56 gols e 54 assistências), ele terminou como vice-campeão do Troféu Art Ross, perdendo para o seu compatriota Evgeni Malkin do Pittsburgh Penguins. Ovechkin e os Capitals foram mais uma vez campeões de divisão, enfrentando o New York Rangers na primeira rodada. Após avançar para a segunda rodada em sete jogos, Ovechkin registrou seu primeiro hat trick nos playoffs em 4 de maio, no Jogo 2 contra os Penguins, ajudando Washington a vencer por 4–3. Os Capitals foram eventualmente derrotados pelo Pittsburgh, os futuros campeões da Stanley Cup, em sete jogos. Ovechkin terminou os playoffs de 2009 com 21 pontos (11 gols, 10 assistências) em todos os 14 jogos. Ele venceu os troféus Hart e Pearson pelo segundo ano consecutivo, tornando-se o décimo sétimo jogador na história da liga a ganhar o Hart várias vezes.

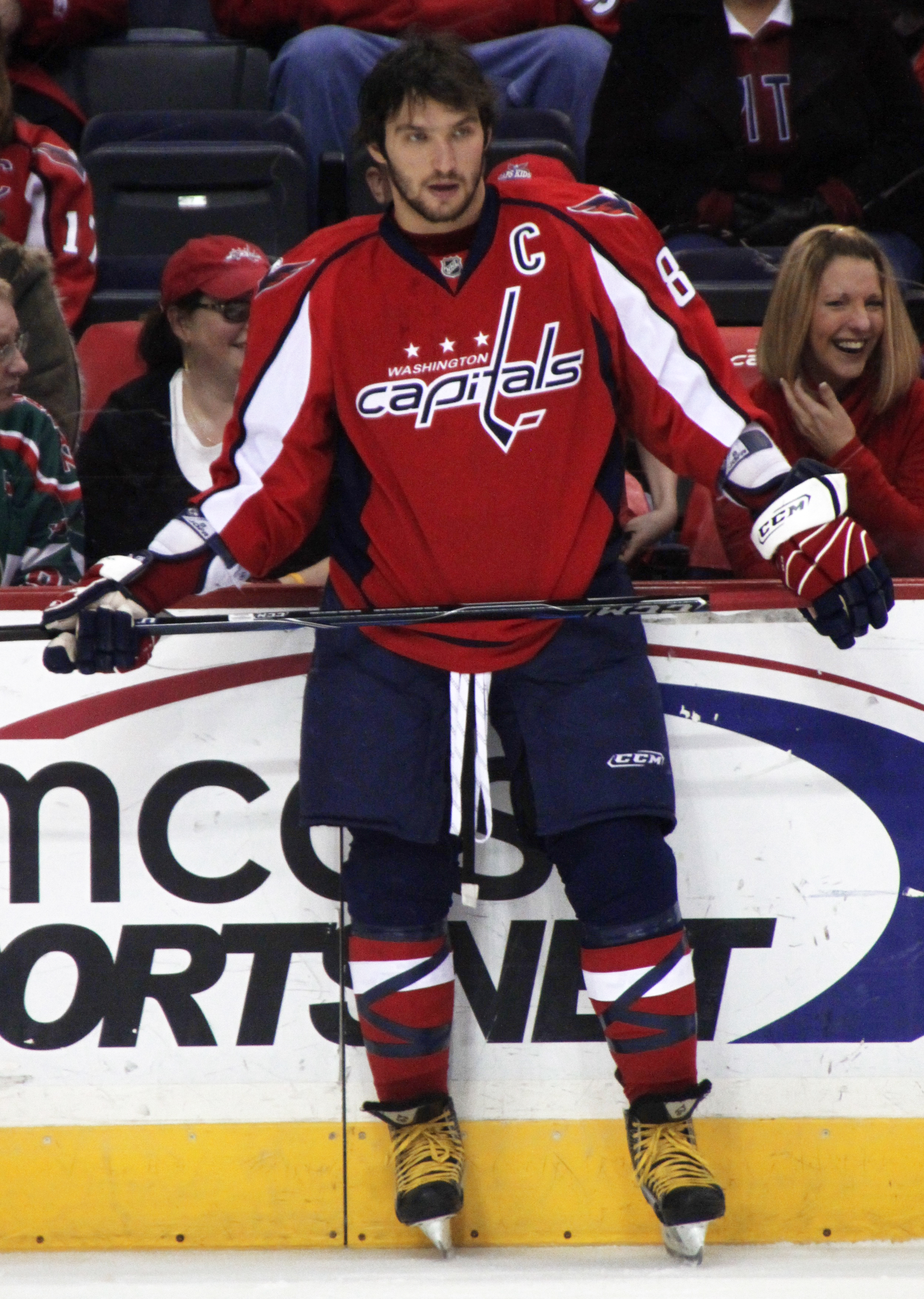
Ovechkin em janeiro de 2010. Ele foi nomeado capitão dos Capitals em 5 de janeiro de 2010.

Pouco mais de um mês após o início da temporada de 2009–10, Ovechkin sofreu uma lesão na parte superior do corpo durante um jogo contra o Columbus Blue Jackets em 1º de novembro de 2009. Após seu retorno, Ovechkin foi suspenso pela NHL em 1º de dezembro por dois jogos (um pela ação e outro por uma segunda penalidade de má conduta na temporada) por um golpe joelho-a-joelho no defensor do Carolina Hurricanes, Tim Gleason, durante um jogo no dia anterior. Tanto Gleason quanto Ovechkin precisaram de ajuda para sair do gelo, embora Gleason tenha retornado ao jogo posteriormente, enquanto Ovechkin não. O técnico dos Capitals, Bruce Boudreau, comentou que o estilo de jogo de Ovechkin era, às vezes, "imprudente." Esta suspensão foi a primeira da carreira de Ovechkin, fazendo com que ele perdesse US$98,844.16 em salário.
Em 5 de janeiro de 2010, Ovechkin foi nomeado capitão do Washington Capitals após o capitão anterior, Chris Clark, ser trocado para o Columbus Blue Jackets. Ele se tornou o primeiro europeu, o segundo mais jovem e o 14º capitão na história da equipe. Em 5 de fevereiro, durante um jogo contra o New York Rangers, Ovechkin, com seu segundo gol e terceiro ponto do jogo, alcançou o marco de 500 pontos em sua carreira na NHL. Ele é o quinto jogador a alcançar este marco em apenas cinco temporadas, atingindo-o em 373 jogos na carreira.
Em 14 de março, durante um jogo contra o Chicago Blackhawks no United Center, Ovechkin jogou o defensor dos Blackhawks, Brian Campbell, contra as placas. Ovechkin foi suspenso por dois jogos (para uma terceira má conduta na temporada, a suspensão automática é de dois jogos). Campbell sofreu uma clavícula fraturada e uma costela fraturada, e esperava-se que ele ficasse fora por sete a oito semanas.
Ovechkin venceu o Prêmio Ted Lindsay, tornando-se apenas o segundo jogador na história da NHL a ganhar o prêmio em três anos consecutivos. Ele também liderou a NHL em gols e pontos por jogo por três temporadas consecutivas, de 2008 a 2010. Seus 50 gols o fizeram o vice-campeão do Troféu Richard, que foi para o atacante e capitão do Pittsburgh Penguins, Sidney Crosby, e o atacante do Tampa Bay Lightning, Steven Stamkos, ambos com 51 gols. Ovechkin também foi o vice-campeão do Troféu Art Ross pela segunda temporada consecutiva (junto com Crosby, ambos com 109 pontos), atrás apenas do atacante do Vancouver Canucks, Henrik Sedin, que terminou com 112 pontos. Na temporada de 2009–10, Ovechkin superou a marca do goleiro, Bill Durnan (primeiras quatro temporadas de 1943–44 até 1946–47), tornando-se o primeiro jogador na história da NHL votado para a Primeira-Equipe All-Star em cada uma de suas primeiras cinco temporadas.

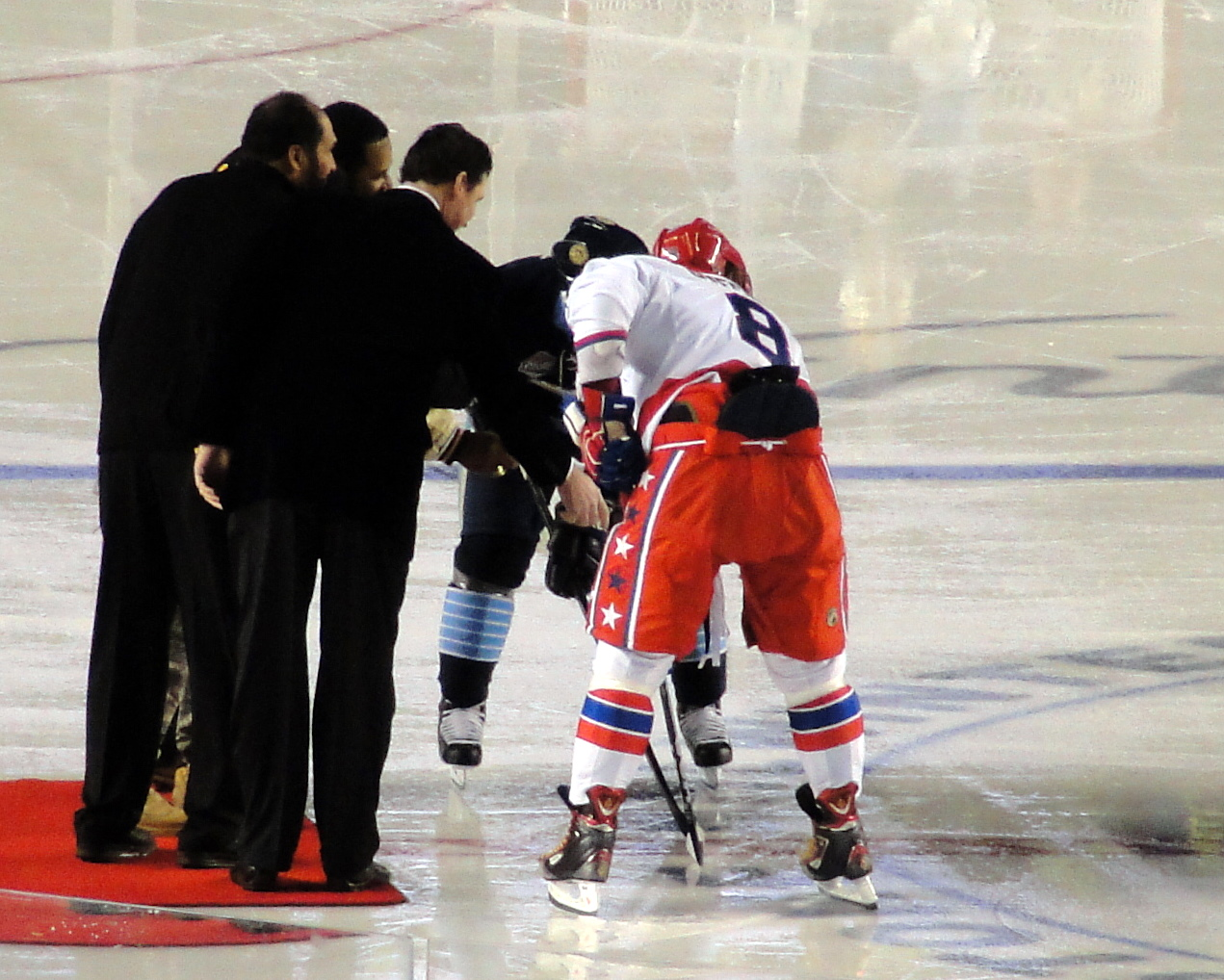
Ovechkin no começo cerimonial do Winter Classic de 2011 contra o capitão do Pittsburgh Penguins, Sidney Crosby.

Em 1º de janeiro de 2011, Ovechkin e os Capitals participaram do Winter Classic do Dia de Ano Novo, enfrentando o Pittsburgh Penguins. Embora Ovechkin não tenha marcado pontos em seu primeiro jogo ao ar livre na carreira, os Capitals venceram por 3-1. Em 9 de março, numa vitória por 5-0 sobre o Edmonton Oilers, Ovechkin registrou seu 600º ponto na carreira com uma assistência em um gol de Eric Fehr. Em 5 de abril, contra o Toronto Maple Leafs, ele marcou seu 300º gol na carreira, tornando-se o sexto mais jovem e sétimo jogador mais rápido a atingir essa marca.
Em 23 de janeiro de 2012, Ovechkin recebeu uma suspensão de três jogos por um golpe em Zbyněk Michálek, do Pittsburgh Penguins.
Durante a greve na primeira metade da temporada de 2012–13, Ovechkin foi jogar no Dynamo Moscow com seu companheiro de equipe Nicklas Bäckström. Em 31 jogos pela equipe, ele marcou 19 gols, 21 assistências e 40 pontos. Na abreviada temporada de 2012–13, Ovechkin liderou a NHL em gols marcados com 32, ganhando seu terceiro Troféu Rocket Richard. Ele também adicionou 24 assistências, totalizando 56 pontos em todos os 48 jogos da temporada, sendo o terceiro jogador com mais pontos na NHL, atrás apenas das estrelas do Tampa Bay Lightning, Steven Stamkos, e do líder da liga, Martin St. Louis. Ele também foi premiado com o Troféu Hart Memorial pela terceira vez em sua carreira. Após a temporada, Ovechkin fez história ao ser nomeado para os times All-Star da NHL, tanto o primeiro quanto o segundo. Ele havia mudado para a posição de ala direita durante toda a temporada e, assim, foi votado como ala direita do Primeiro-Time All-Star. No entanto, porque alguns eleitores não estavam cientes da mudança, eles votaram nele em sua posição tradicional de ala esquerda, colocando-o também como ala esquerda no Segundo-Time All-Star.

#### Sucesso Contínuo, título da Stanley Cup e Troféu Conn Smythe (2013–2019)
Em 20 de dezembro de 2013, em um jogo contra o Carolina Hurricanes, Ovechkin marcou seu 400º gol na carreira. Ele se tornou o sexto jogador mais rápido a alcançar essa marca, conseguindo isso em 634 jogos, um a menos que Pavel Bure. No final da temporada de 2013–14, Ovechkin teve a estranha distinção de ganhar o Troféu Maurice "Rocket" Richard, marcando 51 gols, enquanto teve um saldo de -35, um dos piores da NHL na estatística de mais/menos. No entanto, os Capitals perderam os playoffs de 2014 por três pontos, marcando a primeira vez desde 2006–07 que Ovechkin e os Capitals não se classificaram para os playoffs.

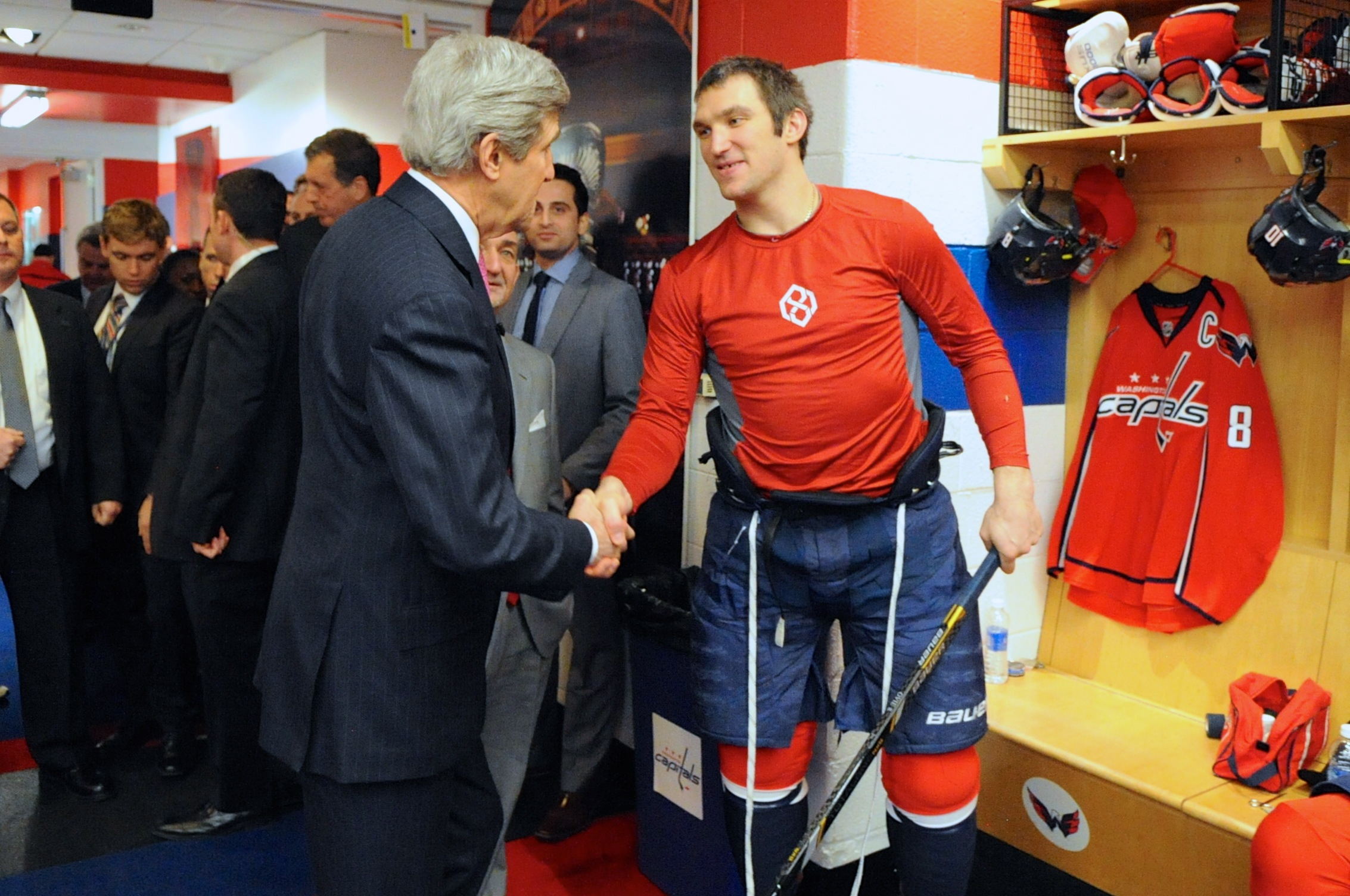
Ovechkin encontrando o Secretário de Estado Americano, John Kerry, no vestiário dos Capitals em 6 de fevereiro de 2014

Em 4 de novembro de 2014, em um jogo contra o Calgary Flames, Ovechkin registrou seu 826º ponto, um recorde da franquia, superando Peter Bondra com 825 pontos. Em 31 de março de 2015, em um jogo contra o Carolina Hurricanes, ele marcou seu 50º gol do ano e se tornou o sexto jogador na história da NHL a ter seis temporadas de 50 gols, juntando-se a Guy Lafleur, Mike Bossy, Wayne Gretzky, Marcel Dionne e Mario Lemieux. Em 2 de abril, Ovechkin marcou seu 51º e 52º gols da temporada em uma vitória por 5-4 contra o Montreal Canadiens, superando Bondra como líder da franquia em gols marcados. Ovechkin terminou a temporada de 2014–15 com 81 jogos disputados, 53 gols, 28 assistências e 81 pontos. Seus 53 gols mais uma vez lideraram a liga em gols marcados, capturando seu quinto Troféu Rocket Richard como resultado. Nos playoffs de 2015, Ovechkin registrou cinco gols e quatro assistências para nove pontos em todos os 14 jogos dos playoffs, enquanto os Capitals derrotaram o New York Islanders em sete jogos na primeira rodada antes de serem derrotados na segunda rodada em sete jogos pelo New York Rangers.

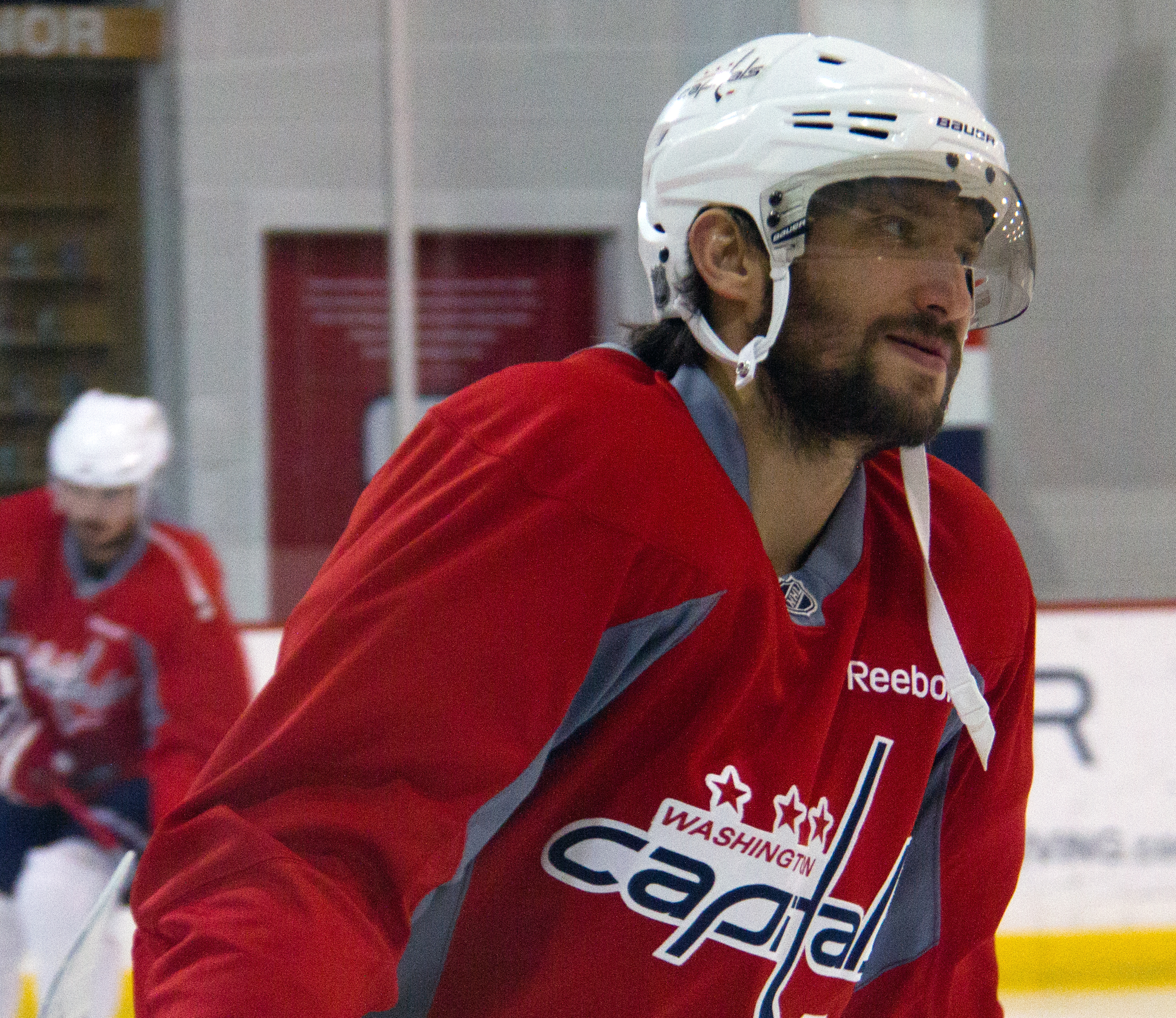
Ovechkin em um treino dos Capitals em outubro de 2015. Durante a temporada de 2015–16, ele se tornou o primeiro jogador russo a alcançar a marca de 500 gols na NHL.

Em 7 de novembro de 2015, logo no início da temporada de 2015–16, no segundo período de um jogo contra o Toronto Maple Leafs, Ovechkin marcou seu oitavo gol da temporada para empatar com o número de gols de Sergei Fedorov entre os jogadores nascidos na Rússia com 483 gols. Em 19 de novembro, Ovechkin marcou seu nono gol da temporada em uma derrota por 3–2 para o Dallas Stars; esse gol quebrou o recorde de Fedorov. Em 10 de janeiro de 2016, ele marcou seus 500º e 501º gols em uma vitória por 7–1 sobre o Ottawa Senators, tornando-se o 43º jogador a alcançar a marca de 500 gols e o quinto jogador mais rápido a fazê-lo em seu 801º jogo, além de ser o primeiro russo a atingir esse feito. Em 9 de abril, na partida final da temporada contra o St. Louis Blues, Ovechkin marcou seu 50º gol da temporada e se tornou o terceiro jogador na história da NHL a ter sete ou mais temporadas de 50 gols.
Durante a temporada de 2015–16, Ovechkin, pela primeira vez em sua carreira, não liderou os Capitals em pontos, embora ainda tenha liderado a equipe em gols e toda a liga com 50 gols, conquistando seu sexto Troféu Rocket Richard. Ele terminou a temporada em segundo lugar na equipe em pontos com 71, atrás do compatriota Evgeny Kuznetsov, que terminou com 77 pontos. Os Capitals ganharam o Troféu dos Presidentes como campeões da temporada regular. Ovechkin foi nomeado finalista para o Prêmio Mark Messier por suas contribuições tanto dentro quanto fora do gelo durante a temporada regular, que foi eventualmente concedido ao defensor e capitão do Nashville Predators, Shea Weber. Na segunda rodada dos playoffs de 2016, após derrotar o Philadelphia Flyers em seis jogos na primeira rodada, os Capitals perderam a série para o Pittsburgh Penguins em seis jogos.
Em 11 de janeiro de 2017, Ovechkin marcou seu 1.000º ponto na carreira com um gol em uma vitória por 7-1 sobre os Penguins, tornando-se o 37º jogador na história da NHL a alcançar 1.000 pontos com apenas uma equipe. Ovechkin terminou a temporada de 2016–17 jogando todos os 82 jogos com 33 gols, 36 assistências e 69 pontos, ajudando os Capitals a conquistar seu segundo Troféu dos Presidentes consecutivo e o terceiro na história da franquia. Nos playoffs de 2017, os Capitals derrotaram o Toronto Maple Leafs na primeira rodada, mas foram derrotados na segunda rodada pelo Pittsburgh Penguins, campeões da Stanley Cup, desta vez em sete jogos. A derrota foi mais devastadora para os Capitals do que em anos anteriores. Enquanto Sidney Crosby eventualmente conquistaria seu terceiro Stanley Cup com os Penguins, Ovechkin era considerado o maior jogador a nunca ter vencido um título. A idade avançada, a consideração de seu legado e o desejo de vencer os Penguins de Crosby nos playoffs levaram Ovechkin a mudar sua abordagem ao hóquei na temporada de 2017–18 e além. Após se engajar em um treinamento físico de pré-temporada mais intenso do que o habitual, focando mais no trabalho de velocidade e condição, Ovechkin voltou ao campo de treinamento em Washington duas semanas antes do esperado e previu: "Nós não vamo ser uma merda este ano."

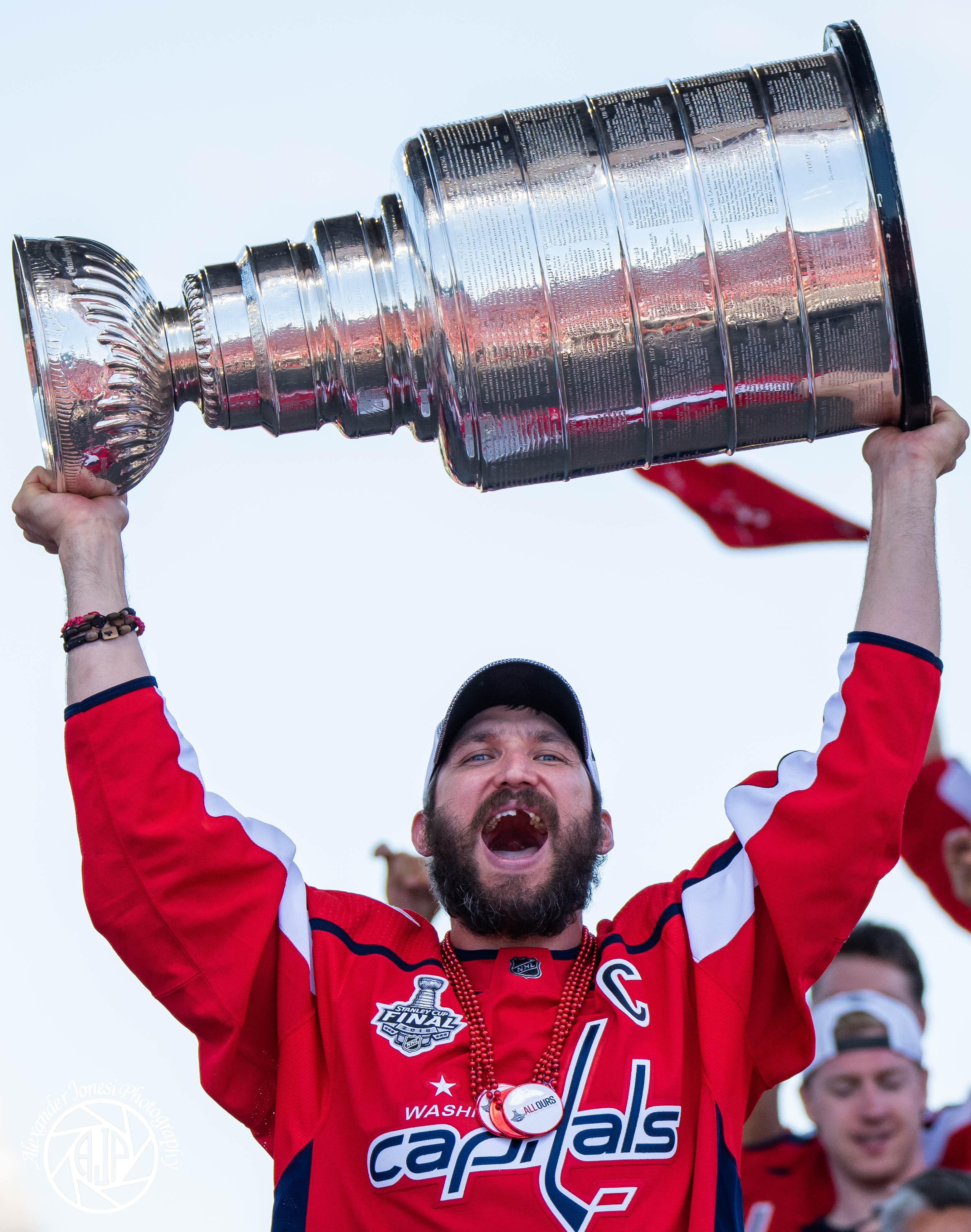
Ovechkin com a Stanley Cup em junho de 2018.

Ovechkin quebrou vários recordes da NHL e dos Capitals durante a temporada de 2017–18. Em 7 de outubro de 2017, ele se tornou o primeiro jogador em 100 anos a marcar hat tricks consecutivos para começar a temporada, contra o Ottawa Senators e o Montreal Canadiens, respectivamente. Em 21 de outubro, em um jogo contra o Detroit Red Wings, Ovechkin ultrapassou Jaromír Jágr no número de gols na prorrogação da temporada regular com o 20º de sua carreira. Em 25 de janeiro de 2018, Ovechkin registrou sua 500ª assistência na carreira em um gol de Nicklas Bäckström em uma vitória por 4–2 sobre o Florida Panthers. Em 12 de março, ele marcou seu 600º gol na carreira contra o Winnipeg Jets, tornando-se o 20º jogador a atingir essa marca e o quarto a fazê-lo em menos de 1.000 jogos. Em 1º de abril, Ovechkin jogou contra o Pittsburgh Penguins em seu 1.000º jogo na NHL, tornando-se o primeiro jogador dos Capitals a jogar 1.000 jogos e o 54º jogador da NHL a fazê-lo com a mesma franquia. Ao final da temporada, Ovechkin recebeu o Troféu Rocket Richard pela sétima vez em sua carreira com 49 gols, tornando-se o segundo jogador, empatado com Bobby Hull, a vencer o título de artilheiro da NHL por sete vezes. Além de seus 49 gols, ele também registrou 38 assistências, totalizando 87 pontos em 82 jogos, com os Capitals terminando como a segunda melhor campanha na Conferência Leste.
Durante os playoffs de 2018, Ovechkin marcou 15 gols, 12 assistências e 27 pontos em 24 jogos. Após derrotar Columbus Blue Jackets em seis jogos na primeira rodada, os Capitals enfrentaram seus rivais de longa data, o Pittsburgh Penguins, na segunda rodada pela terceira temporada consecutiva. Ovechkin ajudou no gol de prorrogação de Evgeny Kuznetsov no Jogo 6 para vencer por 4–2 e garantir sua primeira aparição nas Finais da Conferência Leste em 13 temporadas. Ovechkin enfrentou outro rival de sua geração, o centro e capitão do Tampa Bay Lightning, Steven Stamkos. Os Capitals derrotaram os Lightning em sete jogos e chegaram às Finais da Stanley Cup, pela segunda vez na história da franquia (anteriormente em 1998), e venceram o Vegas Golden Knights em cinco jogos para conquistar a Stanley Cup pela primeira vez na história da franquia. Ovechkin também ganhou o Troféu Conn Smythe, concedido ao MVP de sua equipe nos playoffs, pelo comissário da NHL, Gary Bettman.
Em 6 de dezembro de 2018, Ovechkin se tornou o jogador mais rápido da história da NHL e o nono no geral a atingir 5.000 chutes a gol, alcançando essa marca em 1.031 jogos na carreira. Marcel Dionne, o detentor anterior do recorde, precisou de 184 jogos a mais. Ele marcou o 21º hat trick de sua carreira na NHL em uma vitória por 6–2 sobre o Detroit Red Wings em 11 de dezembro, superando Pavel Bure como o jogador russo com mais hat tricks na história da liga. Ovechkin terminou a temporada de 2018–19 com 51 gols, 38 assistências e 89 pontos em 81 jogos disputados. Seus 51 gols lhe renderam o Troféu Rocket Richard pela oitava vez em sua carreira. Ele também registrou quatro gols e cinco assistências, totalizando nove pontos em sete jogos dos playoffs, enquanto os Capitals, campeões da Stanley Cup defendendo o título, foram surpreendidos na primeira rodada em sete jogos pelo Carolina Hurricanes.

#### Anos Recentes e Busca pelo Recorde de Gols (2019–Presente)
Em 30 de novembro de 2019, em uma vitória por 5–2 sobre o Detroit Red Wings no Little Caesars Arena, Ovechkin registrou seu 24º hat trick na carreira, superando Jari Kurri e alcançando o 10º lugar na história da NHL. Em 22 de fevereiro de 2020, ele marcou seu 700º gol na carreira no terceiro período de uma derrota por 3–2 contra o New Jersey Devils no Prudential Center, tornando-se o oitavo jogador na história da NHL a alcançar esse feito. A temporada de 2019–20 terminou três semanas mais cedo devido às restrições relacionadas à pandemia de COVID-19, e Ovechkin e o atacante do Boston Bruins, David Pastrňák, foram nomeados co-vencedores do Troféu Rocket Richard, com cada um tendo 48 gols na época.
A temporada de 2020–21 marcou a primeira vez na carreira de Ovechkin em que ele não alcançou pelo menos 30 gols, terminando com 24 gols, principalmente devido à temporada ter sido encurtada devido à pandemia de COVID-19.
Ovechkin assinou uma extensão de contrato de cinco anos e US$47,5 milhões com os Capitals em 27 de julho de 2021. Em 26 de novembro, ele marcou seu 28º hat trick na carreira, empatando com Marcel Dionne e Bobby Hull na sexta posição na história da NHL em hat tricks. Em 31 de dezembro, Ovechkin marcou seu 275º gol em power play contra o Detroit Red Wings, quebrando o recorde de todos os tempos de Dave Andreychuk. Em 15 de março de 2022, ele marcou seu 767º gol na carreira na NHL em uma vitória por 4–3 sobre o New York Islanders, passando Jaromír Jágr e se tornando o terceiro na lista de gols marcados na história da NHL; ele alcançou o feito em 477 jogos a menos do que Jagr, embora também tenha dado 400 chutes a mais ao gol. Em 20 de abril, em uma derrota por 4–3 na prorrogação contra o Vegas Golden Knights, ele marcou seu 50º gol da temporada pela nona vez em sua carreira, empatando com Mike Bossy e Wayne Gretzky pelo maior número de temporadas com 50 gols na história da NHL. Aos 36 anos e 215 dias de idade, ele é o jogador mais velho a marcar 50 gols em uma temporada; o anterior era Johnny Bucyk, que fez isso aos 35 anos e 308 dias. Ovechkin terminou a temporada de 2021–22 com 50 gols, 40 assistências e 90 pontos em 77 jogos jogados, enquanto os Capitals terminaram a temporada como o oitavo e último colocado na Conferência Leste. Ele também registrou um gol e cinco assistências, totalizando seis pontos, em todos os seis jogos dos playoffs na primeira rodada, na derrota dos Capitals para o Florida Panthers.

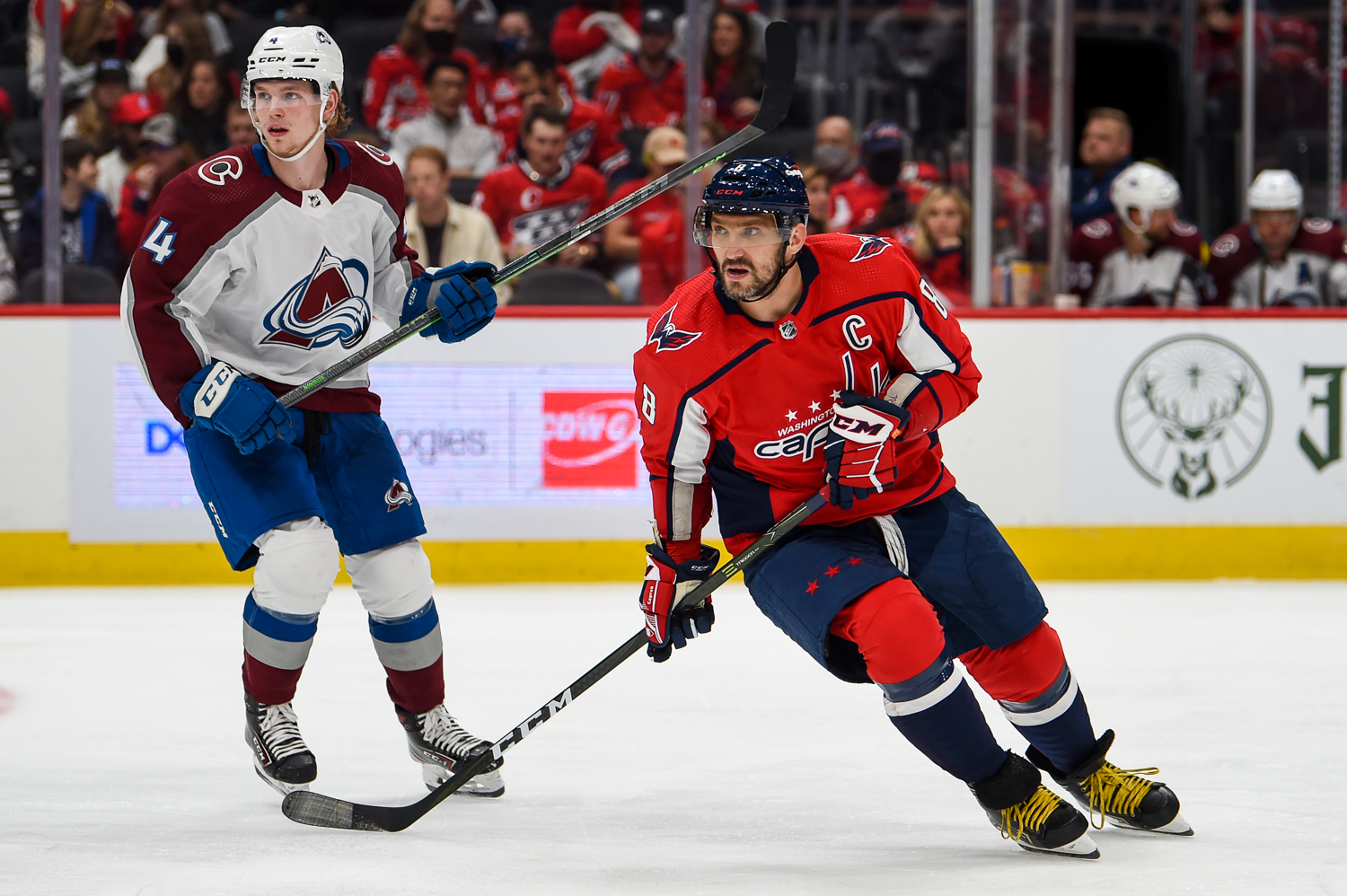
Ovechkin e Bowen Byram observam o disco durante o jogo em outubro de 2021.

Em 5 de novembro de 2022, Ovechkin marcou seu 787º gol com o Washington Capitals, estabelecendo um novo recorde da NHL para mais gols com uma única equipe, recorde anteriormente detido por Gordie Howe com o Detroit Red Wings. Em 29 de novembro, Ovechkin estabeleceu outro recorde da NHL, superando Gretzky pelo maior número de gols fora de casa com 403, após marcar dois gols contra o Vancouver Canucks. Ovechkin se tornou o terceiro jogador na história da NHL a marcar 800 gols na temporada regular, atrás de Howe e Gretzky, ao marcar um hat trick contra o Chicago Blackhawks em 13 de dezembro. Esse também foi seu 29º hat trick na NHL, dando-lhe o sexto maior número de hat tricks na história da liga. Em 23 de dezembro, Ovechkin marcou seus 801º e 802º gols na carreira em uma vitória por 4–1 contra o Winnipeg Jets, ultrapassando Gordie Howe para o segundo lugar na lista de maiores goleadores da NHL, atrás apenas de Wayne Gretzky. Ovechkin empatou com Mike Gartner pelo maior número de temporadas com 30 gols ao registrar uma temporada com 30 gols pela 17ª vez em 14 de janeiro de 2023. Ele superou Gretzky para estabelecer um novo recorde da NHL pelo maior número de temporadas com 40 gols, ao garantir sua 13ª temporada com 40 gols em 21 de março. Os Capitals perderam os playoffs de 2023 por 12 pontos na classificação, principalmente devido a lesões de outros jogadores da equipe, marcando a primeira vez desde 2014 que o time perdeu os playoffs. Apesar das dificuldades da equipe, Ovechkin continuou seu sucesso individual ao terminar a temporada de 2022–23 com 42 gols, 33 assistências e 75 pontos em 73 jogos jogados.
Em 7 de dezembro de 2023, Ovechkin registrou seu 1.500º ponto com uma assistência, tornando-se o 16º jogador na história da NHL a alcançar essa marca. Mais tarde, em 10 de fevereiro de 2024, ele marcou seu 57º gol vazio na carreira em uma vitória por 3–0 sobre o Boston Bruins, superando Wayne Gretzky pelo maior número de gols vazios de todos os tempos. Em 9 de abril, Ovechkin marcou seu 30º gol da temporada, alcançando sua 18ª campanha com 30 gols e passando Mike Gartner pelo maior número de temporadas com 30 gols na história da NHL. Ele terminou a temporada de  2023–24 com 31 gols, 34 assistências e 65 pontos em 79 jogos jogados. Ovechkin e os Capitals voltaram aos playoffs como o oitavo e último colocado na Conferência Leste; no entanto, ele não registrou nenhum gol ou assistência enquanto os Capitals foram varridos em quatro jogos pelos New York Rangers na primeira rodada.

## Perfil do jogador

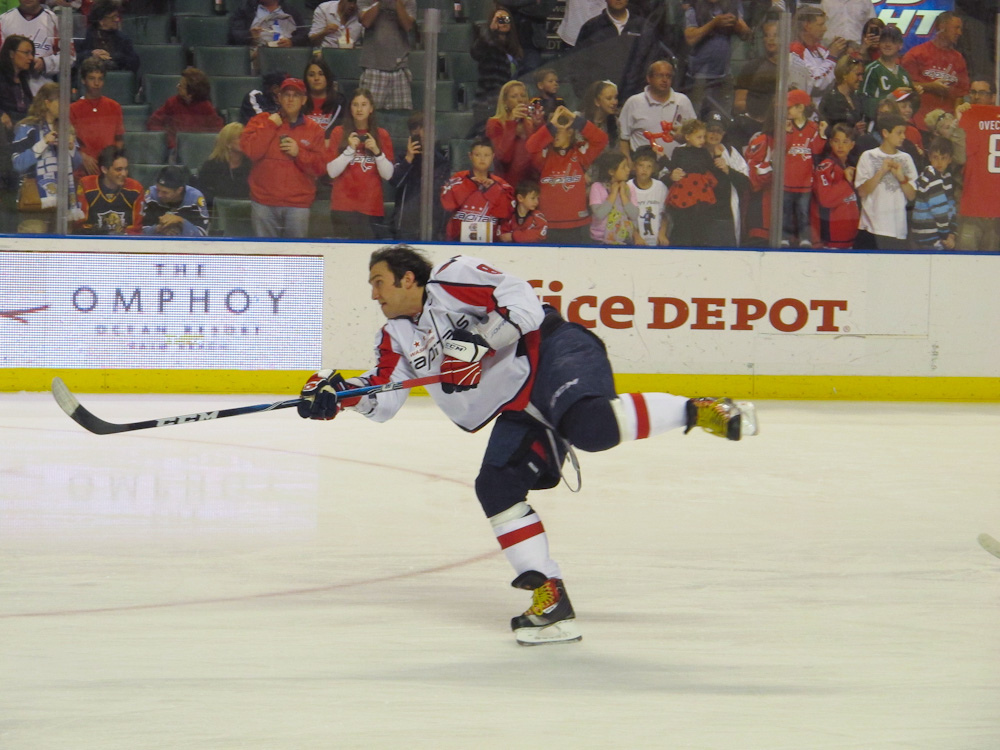
Ovechkin faz um chute durante os aquecimentos antes de um jogo em março de 2011.

Ovechkin é amplamente considerado um talento geracional e um dos maiores artilheiros da história da NHL, além de ser o jogador da liga que tem uma chance realista de ultrapassar Wayne Gretzky em gols totais (894). Gretzky disse em maio de 2019 que deseja ser a primeira pessoa a cumprimentar Ovechkin se ele conseguir alcançar esse feito.
Em agosto de 2006, o atacante do New York Rangers, Jaromír Jágr, expressou admiração pela produtividade de Ovechkin ao dizer: "Todos os seus gols não são acidentais. Na maior parte do tempo, ele vence os adversários um a um, e então você tem seu destaque". Em outubro de 2014, o capitão do Tampa Bay Lightning, Steven Stamkos, comentou sobre o estilo de jogo de Ovechkin: “Ele é um cara que não só usa suas habilidades, mas sua fisicalidade, é isso que o diferencia. Ele tem um dos melhores chutes da liga.” Em julho de 2015, o goleiro do Los Angeles Kings, Jonathan Quick, elogiou as habilidades de tiro de Ovechkin ao dizer: "Jogadores como Ovi chutam com tanta força que é quase como se você fosse um rebatedor de beisebol. Você vê o borrão do disco vindo em sua direção em quadros."
A habilidade de Ovechkin de chutar com força como um power forward tem sido bem documentada. Após vencer o título de tiro mais forte na competição de habilidades do All-Star Game da NHL de 2018 com uma primeira tentativa de 98,8 mph, ele se tornou o único jogador no evento a superar a marca de 100 mph em seu segundo chute, alcançando um potente 101,3 mph.
Embora Ovechkin seja amplamente conhecido por seu papel como um dos maiores artilheiros da NHL, com habilidades de tiro poderosas, ele também demonstrou ser um passador proficiente e um excelente preparador de gols para seus companheiros de equipe. Em janeiro de 2018, quando ele registrou sua 500ª assistência, o então técnico dos Capitals, Barry Trotz, comentou após o jogo: "Ele é um jogador lendário. Ele está conquistando pontos, gols, assistências. Todo mundo pensa em Alex como um puro artilheiro, o que ele é, e ele chegou a esses números centenas de jogos antes de outras pessoas alcançarem esse número, mas você sempre tende a esquecer que ele também é um bom preparador."
O treino matinal dos Capitals começa ritualisticamente com Ovechkin 'correndo ao redor do gelo, uma volta solo ao som dos bastões batendo dos seus companheiros de equipe. Uma vez que ele completa toda a volta, o resto do time entra no gelo para se juntar a ele. Ovechkin é conhecido por seu espírito competitivo e dedicação. Uma famosa citação dele, após uma lesão em 2006 durante um treino, quando ele foi atingido no pé por um tiro de pulso de um companheiro de equipe e teve que ser ajudado para o vestiário, destaca sua durabilidade e resistência: "Estou bem; máquina russa nunca quebra." Essa atitude reflete sua mentalidade e compromisso com o esporte.
No final da temporada de 2008-09, Ovechkin recebeu algumas críticas por suas exuberantes celebrações após os gols. Em 28 de fevereiro de 2009, durante o programa Hockey Night in Canada, o analista de hóquei canadense Don Cherry comparou as celebrações de Ovechkin, que incluíam pular para as bordas e se juntar aos colegas de equipe, às dos jogadores de futebol, concluindo que isso não era o "jeito canadense" e aconselhando as crianças canadenses a ignorar o exemplo de Ovechkin. O então técnico dos Capitals, Bruce Boudreau, defendeu Ovechkin, afirmando que Cherry "não conhece Alex como nós conhecemos", e Ovechkin disse que "não se importa" com Cherry. O próximo incidente notável ocorreu em 19 de março de 2009, em um jogo contra o Tampa Bay Lightning. Após marcar seu 50º gol da temporada, Ovechkin colocou seu bastão no gelo, fingindo aquecer suas mãos sobre ele porque estava "quente". O incidente provocou uma resposta imediata do então técnico do Tampa Bay, Rick Tocchet, que disse que "Ovechkin desceu um nível na minha consideração." Ovechkin não se desculpou e disse sobre Don Cherry em particular, "Ele vai ficar com certeza bravo... Eu adoro isso!"

## Carreira na seleção

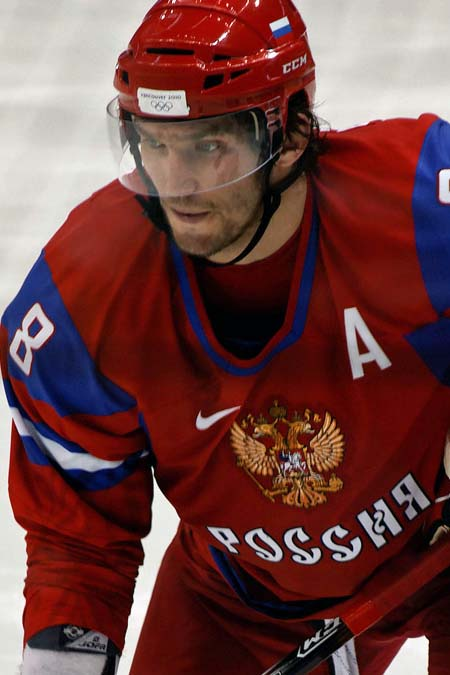
Ovechkin nos Jogos Olímpicos de Inverno de 2010

Aos 17 anos, quando foi selecionado pelo treinador russo Viktor Tikhonov para jogar no torneio Česká Pojišťovna Cup EuroTour, Ovechkin se tornou o jogador mais jovem a representar a equipe nacional russa. No torneio, ele também se tornou o jogador mais jovem a marcar um gol pela seleção.
Aos 19 anos, Ovechkin foi nomeado para a Seleção Russa para o Campeonato Mundial de 2004, tornando-se o jogador mais jovem a participar do torneio.
Em 2006, Ovechkin participou dos Jogos Olímpicos de Inverno pela primeira vez. Embora a Rússia não tenha conquistado uma medalha, Ovechkin marcou cinco gols no torneio. Ele foi o único jogador fora da Suécia (vencedor da medalha de ouro) ou Finlândia (vencedoras da medalha de prata) a ser nomeado para o time do torneio.
No Campeonato Mundial de 2006, Ovechkin marcou seis gols e três assistências (nove pontos) em sete jogos antes que a Rússia perdesse para a República Tcheca por 4–3 nas quartas de final. No Campeonato Mundial de Hóquei no Gelo de 2008, Ovechkin ajudou a levar a Rússia à medalha de ouro, terminando com 12 pontos (seis gols e seis assistências) em nove jogos.

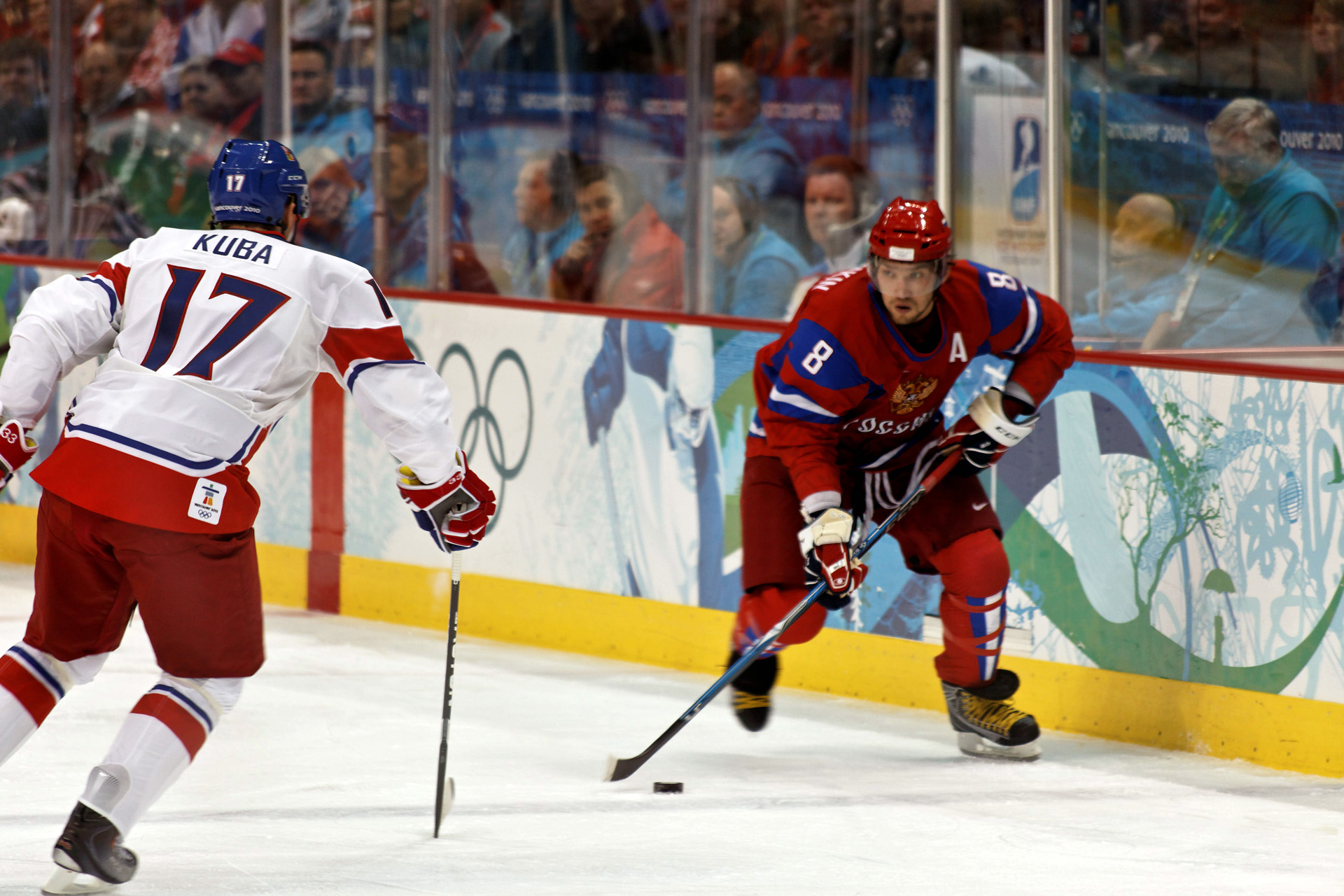
Ovechkin avança com o disco durante os Jogos Olímpicos de Inverno de 2010.

Nos Jogos Olímpicos de Inverno de 2010, Ovechkin e a equipe russa eram considerados um dos favoritos ao ouro. Apesar das altas expectativas, a Rússia perdeu para o Canadá por 7–3 nas quartas de final. Ele terminou com dois gols e duas assistências em quatro jogos da Rússia.
Após ser eliminado na primeira rodada dos playoffs da NHL, Ovechkin se juntou à Rússia no Campeonato Mundial de 2010, junto com outras estrelas russas como Evgeni Malkin e Pavel Datsyuk. Apesar de serem amplamente favoritos para vencer o torneio, a Rússia perdeu para a República Tcheca na final. Ovechkin também integrou a equipe russa no Campeonato Mundial de 2011 após a eliminação dos Capitals dos playoffs da NHL. Ele jogou em cinco partidas pela equipe russa, mas não conseguiu marcar nenhum ponto, sendo essa a primeira vez que não marcou pontos nesse torneio. Ovechkin participou dos três últimos jogos da Rússia no Campeonato Mundial de 2012. Ele registrou dois gols e duas assistências enquanto a Rússia venceu o torneio. Ovechkin também representou a Rússia no Campeonato Mundial de 2013. A Rússia já havia avançado para a primeira rodada dos playoffs, onde enfrentou os EUA. Os americanos derrotaram a Rússia por 8–3, eliminando-os do torneio.
Nos Jogos Olímpicos de Inverno de 2014, Ovechkin representou a Rússia sob enorme pressão, já que o torneio foi realizado em casa, em Sochi. A Rússia perdeu para os rivais de sempre, a Finlândia, por 3–1 nas quartas de final.
Ovechkin participou do Campeonato Mundial de 2014, onde a Rússia conquistou a medalha de ouro. Após o torneio, ele pediu a Vladimir Putin que recompensasse a equipe de forma igual à dos campeões olímpicos de 2014. Isso foi criticado, pois o Campeonato Mundial foi considerado insignificante em comparação com o ouro olímpico, que a Rússia havia falhado em conquistar anteriormente naquele ano em Sochi.

## Vida pessoal

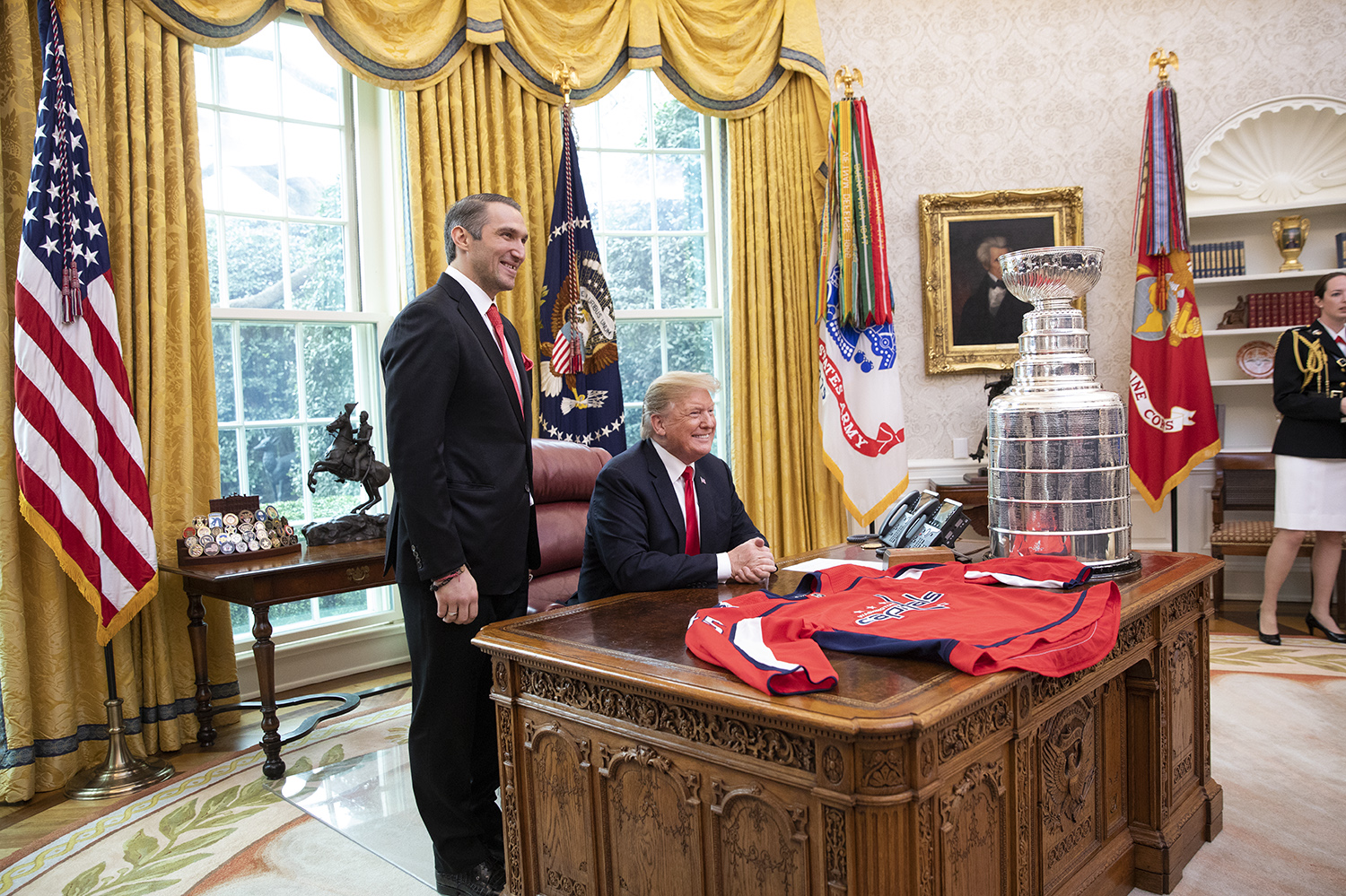
Ovechkin e o presidente dos Estados Unidos, Donald Trump, em uma cerimônia na Casa Branca comemorando o título da Stanley Cup dos Capitals março de 2019.

Ovechkin é um entusiasta de carros, possuindo vários automóveis de luxo, como um Mercedes-Benz SL65 AMG Black Series e um Mercedes S63 AMG customizado. No All-Star Game da NHL de 2015, Ovechkin pediu um novo carro à Honda e trouxe um elemento de diversão para o "draft", onde foi escolhido por último. Apesar de os dois últimos jogadores escolhidos, Ryan Nugent-Hopkins e Filip Forsberg, terem recebido novos carros, Ovechkin continuou insistindo. Quando os representantes da Honda perguntaram ao agente de Ovechkin por que ele queria tanto um carro, foi informado que ele pretendia doá-lo à American Special Hockey Association. No final do evento, Ovechkin recebeu as chaves de um novo Honda Accord, que foi leiloado e teve o dinheiro arrecadado destinado à caridade que Ovechkin destacou com suas ações.
Após a vitória dos Capitals na Stanley Cup de 2018, Ovechkin participou de várias celebrações memoráveis, incluindo um incidente em que ele e os companheiros de equipe T. J. Oshie, Braden Holtby e Lars Eller nadaram nas fontes de Georgetown com a taça. O verão após o título foi chamado pela mídia de Washington de "O Verão do Ovi".
Em 2006, Ovechkin criou o programa "Ovi's Crazy 8's", por meio do qual ele compra e doa oito ingressos para a temporada dos Capitals, permitindo que fãs que normalmente não teriam acesso aos ingressos tenham a chance de assistir aos jogos. Até 2024, mais de 5.700 indivíduos tiveram a oportunidade de assistir a um jogo gratuitamente por meio desse programa.
Desde 2014, Ovechkin é embaixador da American Special Hockey Association, uma instituição de caridade que apoia indivíduos com deficiências intelectuais, de desenvolvimento e físicas e sua missão é dar a eles a chance de aprender e crescer jogando hóquei no gelo.
Ovechkin é um grande fã de futebol e um ávido torcedor do Liverpool F.C. Ele também foi um investidor no Washington Spirit, um time profissional da National Women's Soccer League, mas a Sportico relatou em junho de 2022 que ele pode não ter concluído formalmente o processo para adquirir a participação, e que mesmo se o tivesse, não estava claro se ele manteve sua participação após a venda do clube em fevereiro de 2022. Em 2022, ele assinou um contrato de um jogo com o FC Dinamo Moskva, clube pelo qual seu pai jogou, em um amistoso contra o FC Amkal Moscovo. Ele usou a camisa número 3 em homenagem ao pai, que usava esse número quando jogava futebol pelo clube. Ovechkin marcou um gol na partida.

### Familia
Ovechkin foi anteriormente noivo da tenista Maria Kirilenko. Em 21 de julho de 2014, Kirilenko anunciou que o casamento foi cancelado e que os dois não estavam mais juntos. Em 11 de setembro de 2015, Ovechkin anunciou seu noivado com Nastya Shubskaya, filha da atriz russa Vera Glagoleva, com quem ele se casou posteriormente. Eles têm dois filhos.
Até junho de 2021, Ovechkin estava estudando para obter um Doutorado em Ciências, equivalente ao PhD na Rússia. Seu campo de estudo é Ciências Pedagógicas.

### Politica
Em 2017, Ovechkin afirmou: "Eu tenho um bom relacionamento com russos e americanos. Então, eu sou neutro." Em novembro de 2017, ele iniciou um movimento chamado PutinTeam em apoio ao presidente russo Vladimir Putin durante a Eleição presidencial da Rússia em 2018. Quando questionado se sua ação tinha conotação política, Ovechkin descreveu seu envolvimento como um apoio ao seu país, dizendo: "Eu apenas apoio meu país, sabe? É de onde eu sou, meus pais vivem lá, todos os meus amigos. Como qualquer ser humano de diferentes países, eles apoiam seu presidente. Não se trata de política." Sobre sua participação no PutinTeam, Ovechkin também comentou:
"Eu não sou um político. Eu não sei o que está acontecendo lá fora. Eu sei que é uma situação difícil, mas é o que é. Sabe, eu jogo aqui, e esta é minha segunda casa. Eu não quero brigar entre dois países, porque isso vai ser uma bagunça."

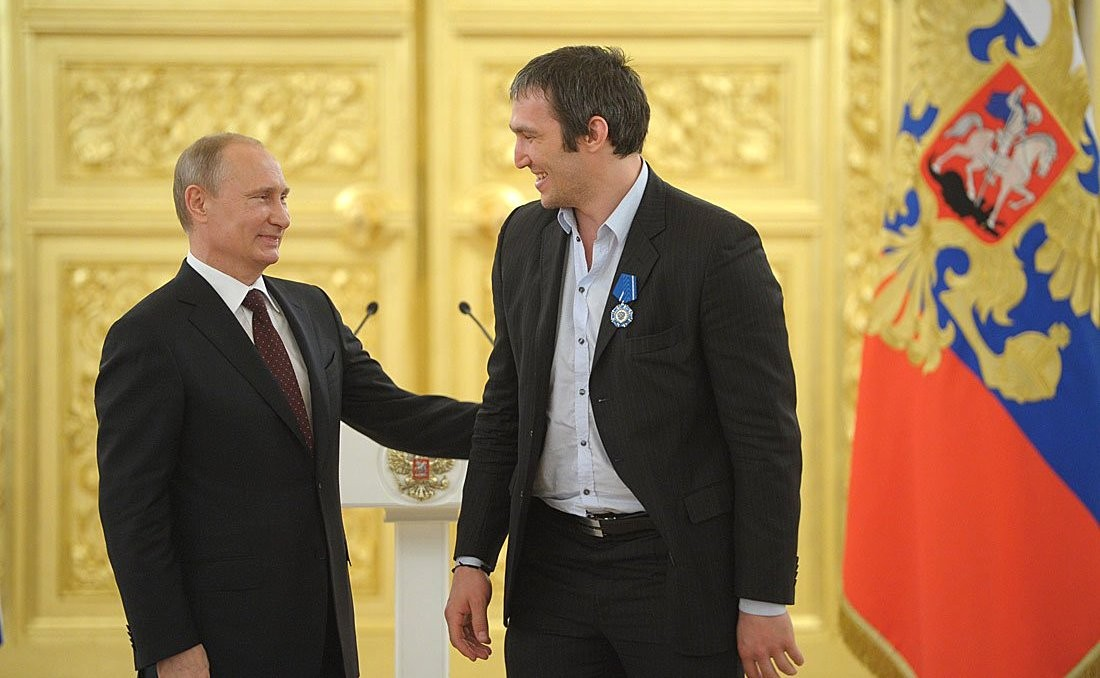
Ovechkin com Vladimir Putin durante uma cerimônia de premiação para a equipe nacional de hóquei no gelo da Rússia no Grande Palácio do Kremlin em maio de 2014.

Ovechkin anunciou o PutinTeam pela primeira vez em um post no Instagram em 2 de novembro de 2017, que tem mais de um milhão de seguidores. Em 23 de novembro, ele anunciou que o site oficial do grupo havia sido lançado. Durante o lançamento inicial do site, os visitantes eram incentivados a se inscrever na equipe, acompanhar notícias relacionadas, participar de concursos e organizar eventos. Ovechkin alegou que a ideia do PutinTeam era exclusivamente sua e que o grupo tinha uma natureza não política. No entanto, o jornal financeiro russo Vedomosti relatou que fontes do Kremlin disseram que a IMA-Consulting estava por trás da criação da organização. A IMA-Consulting, uma empresa de relações públicas apoiada pelo Kremlin, teria um contrato de $600.000 para promover as eleições presidenciais russas de 2018. O Kremlin manifestou apoio ao movimento após seu anúncio. De acordo com o The Washington Post, Ovechkin tem uma relação pessoal com Putin, que é um grande fã de hóquei, e recebeu um presente de Putin em seu casamento de 2016. Ovechkin disse que ele e Putin não têm muito em comum: "Nós falamos sobre hóquei e essas coisas. Só isso."
Em 25 de fevereiro de 2022, após a Invasão da Ucrânia pela Rússia, Ovechkin pediu paz e o fim da guerra sem mencionar diretamente a Rússia ou a Ucrânia. Em maio de 2022, ele reiterou seu apoio a Putin, mantendo o presidente russo em sua foto de perfil no Instagram.

### Rivalidade

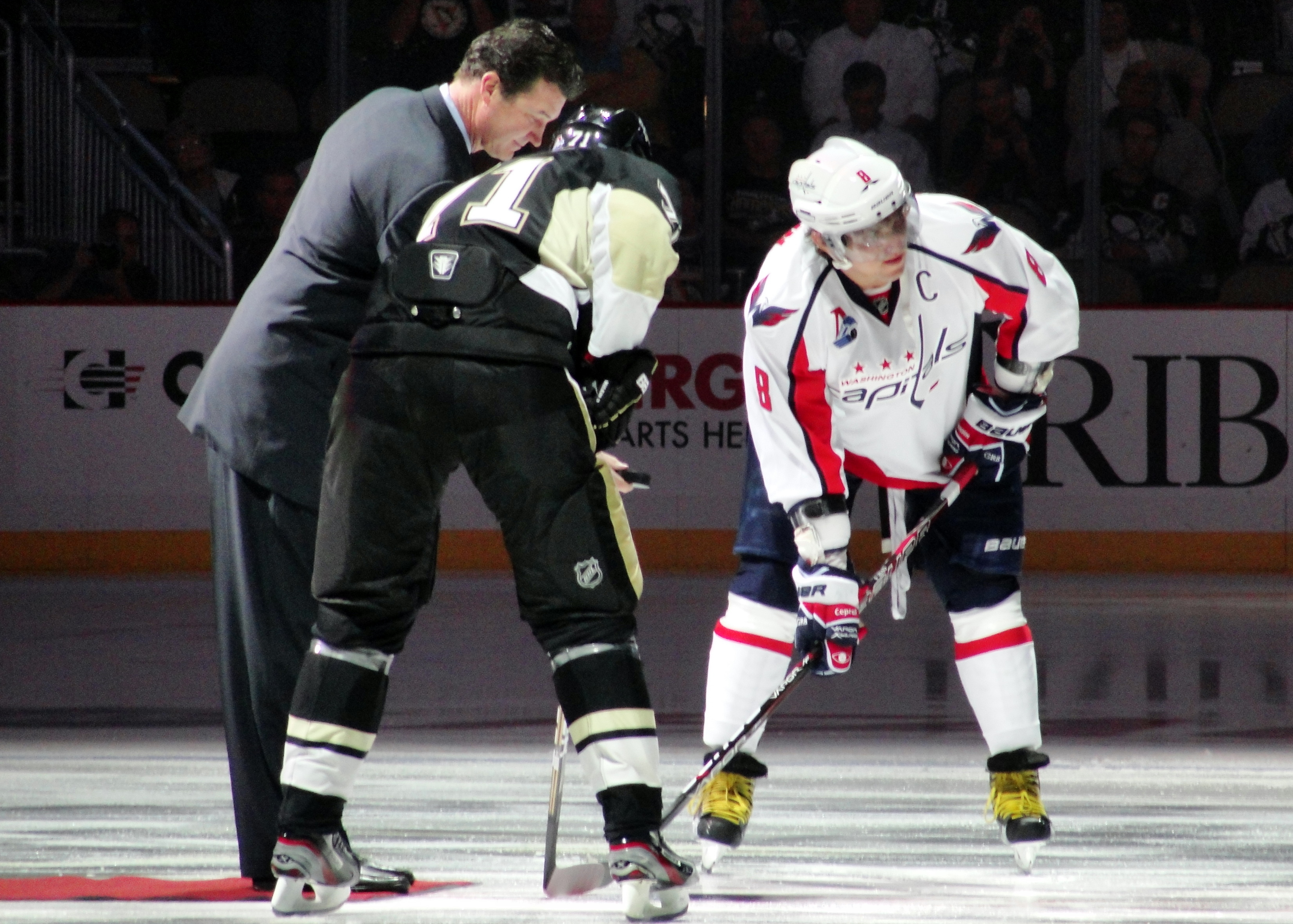
Evgeni Malkin e Ovechkin fazem um face-off cerimonial em outubro de 2011, quase 3 anos após o término da rivalidade entre eles.

A rivalidade entre Alexander Ovechkin e Evgeni Malkin começou a se manifestar após uma amizade inicial durante as Olimpíadas de Inverno de 2006 em Turim. A disputa pode ter começado em agosto de 2007, quando Ovechkin teria agredido o agente russo de Malkin, Gennady Ushakov, em uma boate em Moscovo. Ovechkin negou essa versão dos eventos, enquanto Malkin confirmou. Em 21 de janeiro de 2008, em Pittsburgh, Ovechkin tentou acertar Malkin, que conseguiu se esquivar a tempo. Os dois também evitaram o contato visual na cerimônia de premiação da NHL em 2008. Ovechkin reiterou que não tinha uma animosidade pessoal contra Malkin. Em uma entrevista em 2009, Ovechkin confirmou o incidente com o agente de Malkin, mas minimizou a importância do conflito.
A rivalidade gerou preocupações sobre seu impacto na liga e na Seleção Russa durante as Olimpíadas de Inverno de 2010 em Vancouver. Em 24 de janeiro de 2009, durante a competição SuperSkills, Malkin ajudou Ovechkin em uma de suas acrobacias, entregando-lhe os acessórios e seu próprio taco. Relata-se que Ilya Kovalchuk, então capitão dos Atlanta Thrashers e companheiro de Ovechkin e Malkin na seleção russa, ajudou a reconciliar os dois.
Malkin fez um discurso na festa de aniversário de 35 anos de Ovechkin em setembro de 2020. Atualmente, os dois são relatados como amigos próximos, com a rivalidade sendo coisa do passado.

## Estatísticas da carreira
| 2001–02 | Dynamo Moscow       | RSL    | 21    | 2   | 2   | 4     | 4   | 3   | 0  | 0  | 0   | 0   |
| 2002–03 | Dynamo Moscow       | RSL    | 40    | 8   | 7   | 15    | 29  | 5   | 0  | 0  | 0   | 2   |
| 2003–04 | Dynamo Moscow       | RSL    | 53    | 13  | 11  | 24    | 40  | 3   | 0  | 0  | 0   | 2   |
| 2004–05 | Dynamo Moscow       | RSL    | 37    | 13  | 13  | 26    | 32  | 10  | 2  | 4  | 6   | 31  |
| 2005–06 | Washington Capitals | NHL    | 81    | 52  | 54  | 106   | 52  | —   | —  | —  | —   | —   |
| 2006–07 | Washington Capitals | NHL    | 82    | 46  | 46  | 92    | 52  | —   | —  | —  | —   | —   |
| 2007–08 | Washington Capitals | NHL    | 82    | 65  | 47  | 112   | 40  | 7   | 4  | 5  | 9   | 2   |
| 2008–09 | Washington Capitals | NHL    | 79    | 56  | 54  | 110   | 72  | 14  | 11 | 10 | 21  | 8   |
| 2009–10 | Washington Capitals | NHL    | 72    | 50  | 59  | 109   | 89  | 7   | 5  | 5  | 10  | 8   |
| 2010–11 | Washington Capitals | NHL    | 79    | 32  | 53  | 85    | 48  | 9   | 5  | 5  | 10  | 10  |
| 2011–12 | Washington Capitals | NHL    | 78    | 38  | 27  | 65    | 56  | 14  | 5  | 4  | 9   | 8   |
| 2012–13 | Dynamo Moscow       | KHL    | 31    | 19  | 21  | 40    | 14  | —   | —  | —  | —   | —   |
| 2012–13 | Washington Capitals | NHL    | 48    | 32  | 24  | 56    | 46  | 7   | 1  | 1  | 2   | 4   |
| 2013–14 | Washington Capitals | NHL    | 78    | 51  | 28  | 79    | 49  | —   | —  | —  | —   | —   |
| 2014–15 | Washington Capitals | NHL    | 81    | 53  | 28  | 81    | 58  | 14  | 5  | 4  | 9   | 6   |
| 2015–16 | Washington Capitals | NHL    | 79    | 50  | 21  | 71    | 33  | 12  | 5  | 7  | 12  | 2   |
| 2016–17 | Washington Capitals | NHL    | 82    | 33  | 36  | 69    | 50  | 13  | 5  | 3  | 8   | 8   |
| 2017–18 | Washington Capitals | NHL    | 82    | 49  | 38  | 87    | 32  | 24  | 15 | 12 | 27  | 8   |
| 2018–19 | Washington Capitals | NHL    | 81    | 51  | 38  | 89    | 40  | 7   | 4  | 5  | 9   | 19  |
| 2019–20 | Washington Capitals | NHL    | 68    | 48  | 19  | 67    | 30  | 8   | 4  | 1  | 5   | 2   |
| 2020–21 | Washington Capitals | NHL    | 45    | 24  | 18  | 42    | 12  | 5   | 2  | 2  | 4   | 2   |
| 2021–22 | Washington Capitals | NHL    | 77    | 50  | 40  | 90    | 18  | 6   | 1  | 5  | 6   | 0   |
| 2022–23 | Washington Capitals | NHL    | 73    | 42  | 33  | 75    | 48  | —   | —  | —  | —   | —   |
| 2023–24 | Washington Capitals | NHL    | 79    | 31  | 34  | 65    | 20  | 4   | 0  | 0  | 0   | 0   |
| Totais  | Totais              | Totais | 1,608 | 908 | 751 | 1,659 | 964 | 172 | 74 | 73 | 147 | 122 |